# Andrea Bagioli
Andrea Bagioli (* 23. März 1999 in Sondrio) ist ein italienischer Radrennfahrer.

## Sportlicher Werdegang
Der in Lanzada in der Provinz Sondrio aufgewachsene Bagioli fuhr 2019 in seinem ersten Jahr als Profi  beim Continental Team Team Colpack und machte durch den ersten Platz beim Il Piccolo Lombardia sowie den Gewinn der Gesamtwertung der Ronde de l’Isard  auf sich aufmerksam. Bereits zur Saison 2020 wechselte er zum UCI WorldTeam Deceuninck-Quick-Step. Für das Team gewann er im ersten Jahr je eine Etappe der Tour de l’Ain und der Settimana Internazionale di Coppi e Bartali. Im Oktober 2020 nahm er mit der Vuelta a España erstmals an einer Grand Tour teil, musste diese aber nach der 15. Etappe aufgeben.
Seinen ersten Sieg auf der UCI ProSerie erzielte Bagioli im Februar 2021 beim Frühjahrsklassiker Royal Bernard Drome Classic. Bei der Vuelta a España 2021 verpasste er als Dritter auf der 6. Etappe und Zweiter auf der 12. Etappe zweimal nur knapp einen Etappensieg. Mit dem Gewinn der letzten Etappe der Katalonien-Rundfahrt 2022 konnte er sich erstmals in die Siegerlisten der UCI WorldTour eintragen. Nach einem Etappenerfolg bei der Slowakei-Rundfahrt beendete er die Saison 2023 im Oktober mit dem dritten Platz bei der Coppa Bernocchi, dem Sieg beim Gran Piemonte und dem zweiten Platz bei der Lombardei-Rundfahrt hinter Tadej Pogačar.
Zur Saison 2024 wechselte Bagioli zum UCI WorldTeam Lidl-Trek. Bestes Ergebnis für sein neues Team ist bisher ein vierter Etappenrang beim Giro d’Italia 2024.

## Erfolge
2016
- Trofeo Città di Loano

2018
- Gesamtwertung, eine Etappe und Punktewertung Toscana-Terra di Ciclismo

2019
- Trofeo Città di San Vendemiano
- Il Piccolo Lombardia
- Gesamtwertung, zwei Etappen und Nachwuchswertung Ronde de l’Isard

2020
- eine Etappe Tour de l’Ain
- eine Etappe und Mannschaftszeitfahren Settimana Internazionale di Coppi e Bartali

2021
- Royal Bernard Drome Classic
- Nachwuchswertung Tour de l’Ain

2022
- eine Etappe Katalonien-Rundfahrt

2023
- Gran Piemonte
- eine Etappe Slowakei-Rundfahrt

## Wichtige Platzierungen
| Grand Tour            | 2020 | 2021 | 2022 | 2023 | 2024 |
| --------------------- | ---- | ---- | ---- | ---- | ---- |
| Giro d’ItaliaGiro     | –    | –    | –    | –    | 65   |
| Tour de FranceTour    | –    | –    | 97   | –    | –    |
| Vuelta a EspañaVuelta | DNF  | 90   | –    | DNF  | –    |

| Monument                 | 2020 | 2021 | 2022 | 2023 | 2024 |
| ------------------------ | ---- | ---- | ---- | ---- | ---- |
| Mailand–Sanremo          | –    | –    | 60   | –    | –    |
| Flandern-Rundfahrt       | –    | –    | –    | –    | –    |
| Paris–Roubaix            | –    | –    | –    | –    | –    |
| Lüttich–Bastogne–Lüttich | DNF  | –    | –    | DNF  | DNF  |
| Lombardei-Rundfahrt      | DNF  | 70   | DNF  | 2    | –    |